# Moczydło 1
Moczydło 1 (inne nazwy: Oczko wodne Moczydło nr 1, Zbiornik nr 1, Staw Glinianki Moczydłowskie) – staw w Warszawie, w dzielnicy Ursynów.

## Położenie i charakterystyka
Staw, określany też jako oczko wodne, leży po lewej stronie Wisły, w stołecznej dzielnicy Ursynów, na obszarze MSI Natolin, w pobliżu ulicy Moczydłowskiej i Perkalowej, w sąsiedztwie Lasu Kabackiego i bocznicy kolejowej łączącej Warszawę Okęcie ze Stacją Techniczno-Postojową Kabaty. Ze zbiornika wody odprowadzane są poprzez rów M (inne oznaczenie rowu: A), który jest częścią systemu rowów Kanału Grabowskiego. Zasilanie stawu odbywa się zarówno z terenu zlewni m.in. przez rurociąg drenarski od wschodu, jak i poprzez wody podziemne. Brzegi są niskie.
Staw jest największym z trzech akwenów położonych na terenie ursynowskiego osiedla Moczydło, obok zbiorników Moczydło 2 i Moczydło 3, które razem tworzą Stawy na Moczydle. Jego pochodzenie jest naturalne, polodowcowe. Leży w zagłębieniu pradolinowym wypełnionym piaskami będącymi pozostałością przepływów wód, jednak poza głównym ciągiem pradoliny holoceńskiej. Jego położenie zostało prawdopodobnie zaznaczone na mapie Warszawy i okolic z 1838 roku.
Powierzchnia zbiornika wodnego w linii brzegowej wynosi 0,3810 ha. Według numerycznego modelu terenu udostępnionego przez Geoportal lustro wody znajduje się na wysokości 103,0 m n.p.m. Powierzchnia zlewni stawu wynosi 3,58 km², a jego objętość przy normalnym poziomie piętrzenia to 4202 m³. Zaprojektowana przy okazji renowacji średnia głębokość wynosi 1,8 m.

## Renowacja
W 2008 roku Dzielnica Ursynów zleciła wykonanie renowacji zbiornika wodnego. Obejmowała ona pogłębienie czaszy stawu, stabilizację linii brzegowej od strony nasypu kolejowego wraz z zagospodarowaniem przyległego terenu, wykonanie wylotu rurociągu odprowadzającego wody powierzchniowe pod torami kolejowymi oraz roboty udrażniające odpływ ze stawu – rów M.
Przed renowacją kształt akwenu był niemal okrągły o wymiarach 70 × 90 m. Jego średnia głębokość wynosiła 70 cm, maksymalna 90 cm, a pojemność 1970 m³. Powierzchnia lustra wody wynosiła 3780 m², z czego szuwary stanowiły 1630 m².

## Przyroda
Zgodnie z informacjami Wydziału Ochrony Środowiska Dzielnicy Ursynów m. st. Warszawy w skład rybostanu zbiornika wodnego wchodzą płoć, lin, okoń i szczupak. Na terenie stawu i jego okolicach potwierdzono także występowanie 29 gatunków ptaków, w tym sześciu lęgowych w obrębie akwenu: krzyżówka, łyska zwyczajna, trzciniak zwyczajny, rokitniczka i potrzos zwyczajny. Stwierdzono również obecność wielu gatunków płazów, w tym chronionych: żaba jeziorkowa, żaba wodna, żaba trawna, ropucha szara, kumak nizinny, grzebiuszka ziemna i traszka zwyczajna. Akwen wraz z tworzącym się okresowo, położonym ok. 50 m na północ rozlewiskiem jest miejscem rozrodu traszki grzebieniastej, traszki zwyczajnej, ropuchy szarej, żaby moczarowej i żaby trawnej. Wśród gadów w 2015 roku zaobserwowano zaskrońca zwyczajnego.
Zbiornik wodny znajduje się na terenie otuliny rezerwatu przyrody Las Kabacki. Staw znajduje się także na terenie Warszawskiego Obszaru Chronionego Krajobrazu, utworzonego rozporządzeniem Wojewody Warszawskiego z dnia 29 sierpnia 1997 r. w sprawie utworzenia obszaru chronionego krajobrazu na terenie województwa warszawskiego.
Teren stawu objęty jest miejscowym planem zagospodarowania przestrzennego Natolina Zachodniego – „Park Wyżyny część A” zgodnie z uchwałą Nr XXIII/800/2008 Rady miasta stołecznego Warszawy z dnia 24 stycznia 2008 roku. Zgodnie z jego zapisami ustala się nakaz zachowania powierzchni stawu, jego roślinności i zabrania się odprowadzania do niego ścieków bez ich oczyszczenia.
W 2020 roku miasto rozpoczęło realizację projektu dofinansowanego ze środków unijnych w ramach Programu Operacyjnego Infrastruktura i Środowisko pt. „Ochrona zagrożonych gatunków związanych z siedliskami wodnymi na terenie Warszawy”, w ramach którego planuje się m.in. odkup od prywatnych właścicieli części gruntów, na których znajduje się zbiornik wodny i renaturyzację jego brzegów, a także odłów ryb tworzących presję drapieżniczą na występujące w stawie płazy, w tym kumaka nizinnego i traszkę grzebieniastą.

## Galeria
| - Tablica informacyjna przy stawie w 2018 roku - Odpływ ze stawu na północnym zachodzie do rowu M - Staw w 2020 roku, widok z tablicą informacyjną, od wschodu - Staw w zimie 2015 roku, widok z nasypu kolejowego, od północy |